# 廣威直隸州
廣威直隸州，是明代交阯承宣布政使司下轄的一個直隸州，領麻籠縣、美良縣兩個縣。治約在今越南山西省西北、河東省西部和和平省東北。

## 沿革
- 永樂五年（1407年）六月癸未置[3][4][5][6][7]。
- 永樂六年春正月戊辰，設交趾廣威鎮金場局[8]。
- 永樂六年冬十月庚子，設廣威州多隘、可凛二巡檢司[9]。
- 永樂七年九月乙酉，以交阯廣威鎮金場局隸廣威州[10]。
- 永樂十四年五月丙午，設廣威州僧正司[11]。
- 永樂十七年三月癸亥（1419年4月13日），設廣威州儒學、陰陽學、醫學、道正司[12]。
- 永樂十七年秋九月丙辰，並廣威州之美良縣入本州[13]。